# Werner Marcks
Werner Marcks (17 de julho de 1896 - 28 de julho de 1967) foi um oficial alemão que serviu nas duas guerras mundiais.

## Biografia
Possuía a patente de cadete no início da Primeira Guerra Mundial 1914, chegando na patente de Leutnant no ano de 1915. No período de entre-guerras serviu nas forças da Reichswehr e após na Wehrmacht, onde esteve em diversas unidades blindadas.
No início da Segunda Guerra Mundial possuía a patente de Major, estando então no comando do of Pz.Abw.Abt. 19. Foi promovido para Oberstleutnant no dia 1 de janeiro de 1940 e Oberst no dia 1 de junho de 1942. Comandou sucessivamente o Schtz.Rgt. 115 (2 de julho de 1941), Schtz.Rgt. 104 (6 de janeiro de 1942) e Schtz.Rgt. 155 (9 de fevereiro - 25 de setembro de 1942). Quando esteve no comando do Schtz.Rgt. 155, esta unidade foi designada à 90. Lei.Afrika Div., assumindo em seguida o comando da divisão, entre os dias 14 e 18 de junho de 1942 e após de 19 a 21 de junho de 1942.
Assumiu o comando das 1 e 21ª Divisão Panzer e foi promovido para Generalmajor no dia 1 de abril de 1944 e Generalleutnant no dia 20 de abril de 1945.
Ao final da guerra foi feito prisioneiros pelos soviéticos e sentenciado a 15 anos de prisão, sendo libertado no dia 10 de outubro de 1955.

## Patentes
- Cadete - 1914
- Leutnant no ano de 1915.
- Major - setembro de 1939
- Oberstleutnant - 1 de janeiro de 1940
- Oberst - 1 de junho de 1942
- Generalmajor - 1 de abril de 1944
- Generalleutnant - 20 de abril de 1945[1]

## Condecorações
- Cruz de Ferro (1914) 2ª Classe - 28 de maio de 1915
- Cruz de Ferro (1914) 1ª Classe - 22 de fevereiro de 1918
- Cruz de Ferro (1939) 2ª Classe - 14 de setembro de 1939
- Cruz de Ferro (1939) 1ª Classe - 16 de outubro de 1939
- Cruz de Cavaleiro da Cruz de Ferro - 2 de fevereiro de 1942[4]
- Cruz de Cavaleiro da Cruz de Ferro com Folhas de Carvalho (nº 593) - 21 de setembro de 1944[5]
- Cruz Germânica em Ouro - 11 de dezembro de 1941